# O Grande Encontro 3
O Grande Encontro 3 é um álbum conjunto dos cantores Elba Ramalho, Geraldo Azevedo e Zé Ramalho, lançado em 15 de novembro de 2000, sendo o terceiro e último volume da trilogia O Grande Encontro.
Gravado ao vivo em um show na casa de shows Garden Hall, no Rio de Janeiro, no dia 5 de Setembro de 2000, este álbum retoma o formato de show acústico do primeiro álbum da série. Assim como o anterior, não conta com a participação de Alceu Valença, que integrou apenas o álbum original de 1996.
Participaram como convidados os cantores Moraes Moreira, Lenine e Belchior. Este álbum também foi lançado em DVD, sendo o único da série a ser lançado neste formato e contando com mais músicas no setlist.

## Faixas

### CD
| N.º | Título                                         | Compositor(es)                                                               | Vocais principais                                       | Duração |  |
| 1.  | "Caravana"                                     | Geraldo Azevedo, Alceu Valença                                               | Elba Ramalho, Geraldo Azevedo e Zé Ramalho              | 4:40    |  |
| 2.  | "Táxi Lunar"                                   | Geraldo Azevedo, Zé Ramalho, Alceu Valença                                   | Elba Ramalho, Geraldo Azevedo e Zé Ramalho              | 4:27    |  |
| 3.  | "Dona da Minha Cabeça"                         | Geraldo Azevedo, Fausto Nilo                                                 | Geraldo Azevedo                                         | 4:01    |  |
| 4.  | "Canta Brasil"                                 | Acyr Pires Vermelho, David Nasser                                            | Geraldo Azevedo (participação especial: Moraes Moreira) | 3:29    |  |
| 5.  | "Frisson"                                      | Tunai, Sérgio Natureza                                                       | Elba Ramalho                                            | 4:47    |  |
| 6.  | "Lá e Cá"                                      | Lenine, Sérgio Natureza                                                      | Elba Ramalho (participação especial: Lenine)            | 4:03    |  |
| 7.  | "A Peleja do Diabo Com o Dono do Céu"          | Zé Ramalho                                                                   | Zé Ramalho                                              | 4:43    |  |
| 8.  | "Garoto de Aluguel (Taxi Boy)"                 | Zé Ramalho                                                                   | Zé Ramalho (participação especial: Belchior)            | 6:25    |  |
| 9.  | "Galope Rasante"                               | Zé Ramalho                                                                   | Geraldo Azevedo e Zé Ramalho                            | 4:05    |  |
| 10. | "Você Se Lembra / Incidental: Solo da Corda G" | Geraldo Azevedo, Pipo Spera, Fausto Nilo / Incidental: Johann Sebastian Bach | Elba Ramalho                                            | 3:46    |  |
| 11. | "Petrolina - Juazeiro"                         | Jorge de Altinho                                                             | Elba Ramalho, Geraldo Azevedo e Zé Ramalho              | 4:02    |  |
| 12. | "A Terceira Lâmina"                            | Zé Ramalho                                                                   | Elba Ramalho e Zé Ramalho                               | 4:17    |  |
| 13. | "Tum-Tum-Tum / Mulata no Coco"                 | Ary Monteiro, Cristóvão de Alencar / Oscar Barbosa, Geraldo Nunes            | Elba Ramalho, Geraldo Azevedo e Zé Ramalho              | 2:10    |  |
| 14. | "Eu Vou Pra Lua / O Canto da Ema"              | Luiz Boquinha, Ary Lobo / Alventino Cavalcante, Ayres Viana, João do Vale    | Elba Ramalho, Geraldo Azevedo e Zé Ramalho              | 5:03    |  |

### DVD
| N.º | Título                                         | Compositor(es)                                                               | Vocais principais                                       | Duração |  |
| 1.  | "Caravana"                                     | Geraldo Azevedo, Alceu Valença                                               | Elba Ramalho, Geraldo Azevedo e Zé Ramalho              | 3:58    |  |
| 2.  | "Táxi Lunar"                                   | Geraldo Azevedo, Zé Ramalho, Alceu Valença                                   | Elba Ramalho, Geraldo Azevedo e Zé Ramalho              | 4:21    |  |
| 3.  | "Barcarola do São Francisco"                   | Geraldo Azevedo, Carlos Fernando                                             | Geraldo Azevedo                                         | 2:54    |  |
| 4.  | "Dona da Minha Cabeça"                         | Geraldo Azevedo, Fausto Nilo                                                 | Geraldo Azevedo                                         | 3:25    |  |
| 5.  | "Canta Brasil"                                 | Acyr Pires Vermelho, David Nasser                                            | Geraldo Azevedo (participação especial: Moraes Moreira) | 3:23    |  |
| 6.  | "A Peleja do Diabo Com o Dono do Céu"          | Zé Ramalho                                                                   | Zé Ramalho                                              | 4:36    |  |
| 7.  | "Canção Agalopada"                             | Zé Ramalho                                                                   | Zé Ramalho                                              | 4:24    |  |
| 8.  | "Garoto de Aluguel (Taxi Boy)"                 | Zé Ramalho                                                                   | Zé Ramalho (participação especial: Belchior)            | 5:20    |  |
| 9.  | "Galope Rasante"                               | Zé Ramalho                                                                   | Geraldo Azevedo e Zé Ramalho                            | 3:57    |  |
| 10. | "Você Se Lembra / Incidental: Solo da Corda G" | Geraldo Azevedo, Pipo Spera, Fausto Nilo / Incidental: Johann Sebastian Bach | Elba Ramalho                                            | 3:32    |  |
| 11. | "Petrolina - Juazeiro"                         | Jorge de Altinho                                                             | Elba Ramalho, Geraldo Azevedo e Zé Ramalho              | 3:52    |  |
| 12. | "Frisson"                                      | Tunai, Sérgio Natureza                                                       | Elba Ramalho                                            | 4:09    |  |
| 13. | "Lá e Cá"                                      | Lenine, Sérgio Natureza                                                      | Elba Ramalho (participação especial: Lenine)            | 3:50    |  |
| 14. | "A Terceira Lâmina"                            | Zé Ramalho                                                                   | Elba Ramalho e Zé Ramalho                               | 4:10    |  |
| 15. | "Tum-Tum-Tum / Mulata no Coco"                 | Ary Monteiro, Cristóvão de Alencar / Oscar Barbosa, Geraldo Nunes            | Elba Ramalho, Geraldo Azevedo e Zé Ramalho              | 2:10    |  |
| 16. | "Eu Vou Pra Lua / O Canto da Ema"              | Luiz Boquinha, Ary Lobo / Alventino Cavalcante, Ayres Viana, João do Vale    | Elba Ramalho, Geraldo Azevedo e Zé Ramalho              | 4:24    |  |
| 17. | "A Vida do Viajante"                           | Luiz Gonzaga, Hervé Cordovil                                                 | Elba Ramalho, Geraldo Azevedo e Zé Ramalho              | 4:30    |  |

## Músicos participantes
- Elba Ramalho: voz e violão
- Geraldo Azevedo: voz e violão
- Zé Ramalho: voz e violão
- Marcos Farias: acordeom
- César Michiles: sopros
- Zé Gomes: zabumba
- Paulinho He-Man: percussão
- Lui Coimbra: cello

### Participações especiais
- Lenine: voz em "Lá e Cá"
- Moraes Moreira: voz e violão em "Canta Brasil"
- Belchior: voz em "Garoto de Aluguel (Taxi Boy)"